# Казадеро (Калифорнија)
Казадеро (енгл. Cazadero) насељено је место без административног статуса у америчкој савезној држави Калифорнија.

## Демографија
По попису из 2010. године број становника је 354.
| Група             | 2000.    | 2010.       |
| Белци             | 0 (0,0%) | 310 (87,6%) |
| Афроамериканци    | 0 (0,0%) | 1 (0,3%)    |
| Азијати           | 0 (0,0%) | 5 (1,4%)    |
| Хиспаноамериканци | 0 (0,0%) | 23 (6,5%)   |
| Укупно            | 0        | 354         |